# Jérôme D'Ambrosio
Jérôme D'Ambrosio (Etterbeek, Bélgica; 27 de diciembre de 1985) es un piloto de automovilismo belga, recientemente retirado. En 2011 fue piloto a tiempo completo del equipo Virgin Racing en Fórmula 1. Fue piloto de Fórmula E desde 2014 hasta 2020, donde alcanzó tres victorias. En 2023 reemplazó ocasionalmente a Toto Wolff en su rol de director del equipo Mercedes. Actualmente se encuentra en Ferrari bajo el rol de director adjunto del equipo.

## Carrera

### Inicios
Jérôme comenzó en el karting. Ganó la Copa Junior Mónaco Kart en el año 2000.
En el año 2003, d'Ambrosio ganó el campeonato belga de la Fórmula Renault de 1,6 litros conduciendo en el equipo de su compatriota y expiloto de Fórmula 1, Thierry Boutsen.
En 2004, compitió en la categoría de 2 litros, participando en las French Series, y en 2005, en las Italian Series. En los años siguientes compitió en la Eurocopa de Fórmula Renault 2.0.

### GP2 Series
Para el 2008, d'Ambrosio, compitió en tanto en la GP2 y como en la nueva GP2 Asia Series para el equipo DAMS, junto a Kamui Kobayashi. Terminó undécimo en el Campeonato de Pilotos de GP2, con dos segundos puestos como mejor resultado. Continuó con el equipo en la temporada 2008-09 de las GP2 Asia Series, y a pesar de no tener una sola victoria, d'Ambrosio logró terminar segundo por detrás de su compañero de equipo Kobayashi. En el 2009 continuó con DAMS y terminó noveno, no logrando ninguna victoria. Permaneció en el equipo para 2010, como parte de la cooperación entre DAMS y Renault F1, logrando su primera victoria en la categoría.

### Fórmula 1

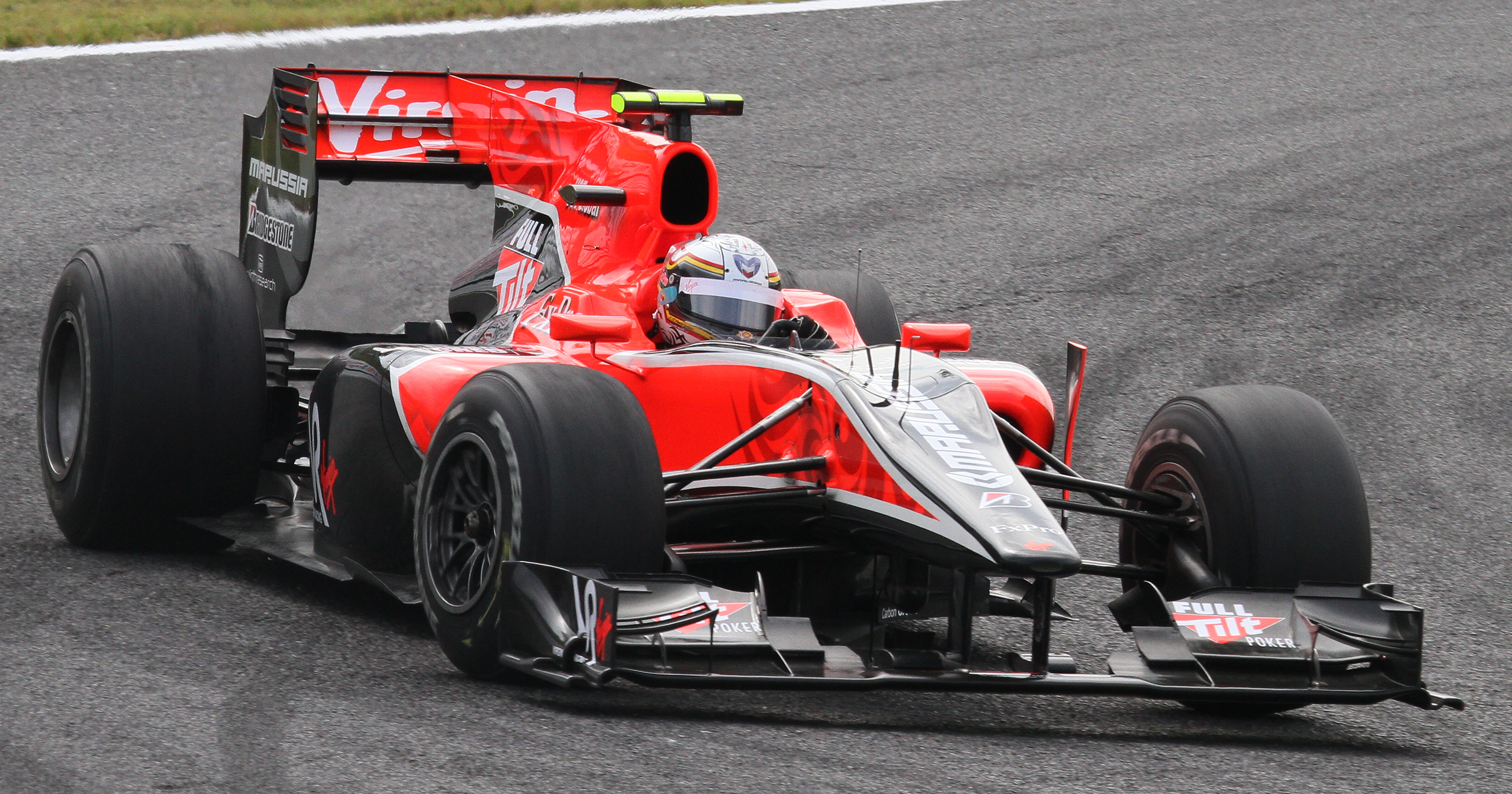
Jérôme d'Ambrosio probando el Virgin VR-01 durante los libres del Gran Premio de Japón de 2010.

Para 2010, d'Ambrosio fue fichado como piloto de pruebas del equipo Renault F1. Sin embargo, a finales de temporada, el piloto belga se incorpora a Virgin Racing como tercer piloto, disputando los libres de los viernes en cuatro GGPP. El 21 de diciembre, se confirmó su fichaje como piloto titular para 2011.
En 2011, d'Ambrosio tuvo un complicado año de debut, ya que el Virgin MVR-02 era el peor de la parrilla junto con el Hispania F111. Jérôme consiguió un esperanzador 14º puesto en Australia, pero fue un espejismo, ya que la temporada fue bastante dura y el piloto belga no pudo conseguir nada mejor que dos 15º posiciones en el resto del año. Horas después de finalizar la última carrera, se confirmó la llegada de Charles Pic a la escudería rusa para 2012, dejando a d'Ambrosio sin volante.
El 24 de enero de 2012, se anuncia que Jérôme será el piloto reserva de Lotus F1 en 2012.
Para el GP de Italia el equipo director deportivo de Lotus, Éric Boullier, anunció que d'Ambrosio reemplazará al suspendido Romain Grosjean. Terminó dicha carrera en 13º puesto.
En la presentación del Lotus E21, d'Ambrosio fue confirmado como piloto reserva de Lotus un año más.

### Fórmula E

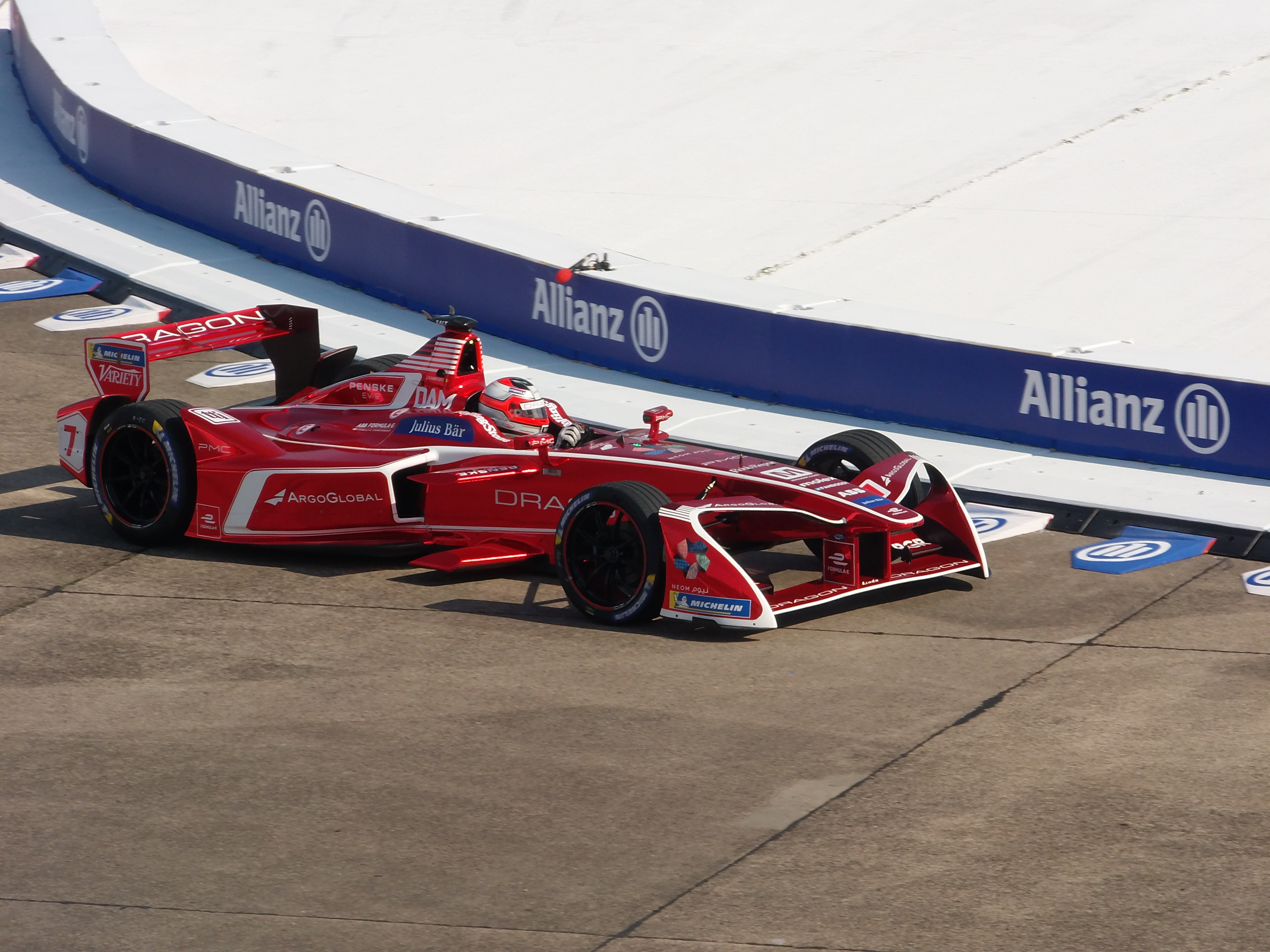
Jérôme d'Ambrosio en Berlín 2018.

En julio de 2014 se hizo oficial su fichaje por la escudería Dragon Racing para participar en la temporada inaugural 2014-15 de Fórmula E. Triunfó en Berlín, llegó segundo en las dos carreras de Londres, y arribó entre los primeros seis en ocho de once carreras. Por tanto, culminó cuarto en el campeonato.
En la temporada 2015-16, d'Ambrosio siguió con el equipo Dragon, ahora al volante de un Spark-Venturi. Triunfó en México, acabó tercero en Punta del Este y Londres, y quinto en Pekín, por lo que obtuvo el quinto puesto de campeonato.
En las dos siguientes temporadas, el belga no terminó generalmente en zona de puntos, y finalizó en ambos campeonatos fuera del top 10.
En la temporada 2018-19 consiguió su 3.ª victoria en el ePrix de Marrakech con el equipo indio Mahindra. En la siguiente temporada continuó con este equipo, sin lograr podios.
Se retiró del deporte a finales de 2020. A partir de entonces ocupó un puesto en la dirección del equipo Venturi.

## Vida personal
En junio de 2013, D'Ambrosio contrajo matrimonio con Natalie Sifferman, pero se divorciaron dos años más tarde.
Desde 2017, d'Ambrosio mantiene una relación con archiduquesa Leonor de Austria, hermana del también piloto el archiduque Fernando de Austria. Contrajeron matrimonio civil el 20 de julio de 2020 en el Registro Civil de Mónaco. El 20 de octubre de 2021 fueron padres de su primer hijo, Otto.

## Resultados

### GP2 Asia Series
(Clave) (negrita indica pole position) (cursiva indica vuelta rápida)

| Año     | Escudería | 1    | 1    | 2   | 2   | 3    | 3    | 4   | 4   | 5    | 5    | 6    | 6    | Pos. | Puntos | Ref.   |
| ------- | --------- | ---- | ---- | --- | --- | ---- | ---- | --- | --- | ---- | ---- | ---- | ---- | ---- | ------ | ------ |
| 2008    | DAMS      | YMC1 | YMC1 | SEN | SEN | KUA  | KUA  | SAK | SAK | YMC2 | YMC2 |      |      | 11.º | 12     | [ 19 ] |
| 2008    | DAMS      | 11   | 8    | Ret | Ret | 3    | Ret  | 11  | 12  | 7    | 3    |      |      | 11.º | 12     | [ 19 ] |
| 2008-09 | DAMS      | SHA  | SHA  | DUB | DUB | SAK1 | SAK1 | LOS | LOS | KUA  | KUA  | SAK2 | SAK2 | 2.º  | 36     | [ 20 ] |
| 2008-09 | DAMS      | 9    | 5    | 7   | C   | 2    | 3    | 5   | 7   | Ret  | DSQ  | 3    | 2    | 2.º  | 36     | [ 20 ] |

### GP2 Series
(Clave) (negrita indica pole position) (cursiva indica vuelta rápida)

| Año  | Escudería | 1   | 1   | 2   | 2   | 3   | 3   | 4   | 4   | 5   | 5   | 6   | 6   | 7   | 7   | 8   | 8   | 9   | 9   | 10  | 10  | Pos. | Puntos | Ref.   |
| ---- | --------- | --- | --- | --- | --- | --- | --- | --- | --- | --- | --- | --- | --- | --- | --- | --- | --- | --- | --- | --- | --- | ---- | ------ | ------ |
| 2008 | DAMS      | BAR | BAR | EST | EST | MON | MON | MAG | MAG | SIL | SIL | HOC | HOC | BUD | BUD | VAL | VAL | SPA | SPA | MNZ | MNZ | 11.º | 21     | [ 21 ] |
| 2008 | DAMS      | Ret | 15  | Ret | Ret | 9   | 7   | 6   | Ret | 9   | 12  | Ret | 10  | 9   | Ret | 5   | 2   | 8   | 2   | 7   | 6   | 11.º | 21     | [ 21 ] |
| 2009 | DAMS      | BAR | BAR | MON | MON | EST | EST | SIL | SIL | NÜR | NÜR | BUD | BUD | VAL | VAL | SPA | SPA | MNZ | MNZ | ALG | ALG | 9.º  | 29     | [ 22 ] |
| 2009 | DAMS      | 3   | 3   | 6   | 2   | Ret | 15  | 19  | 12  | 10  | 7   | 16  | Ret | 9   | 4   | Ret | Ret | 4   | 4   | Ret | 10  | 9.º  | 29     | [ 22 ] |
| 2010 | DAMS      | BAR | BAR | MON | MON | EST | EST | VAL | VAL | SIL | SIL | HOC | HOC | BUD | BUD | SPA | SPA | MNZ | MNZ | YMC | YMC | 12.º | 21     | [ 23 ] |
| 2010 | DAMS      | Ret | 13  | 8   | 1   | 10  | 8   | Ret | 8   | 11  | 11  |     |     | 6   | Ret | Ret | Ret | 5   | 2   | 14  | 8   | 12.º | 21     | [ 23 ] |

### Fórmula 1
(Clave) (negrita indica pole position) (cursiva indica vuelta rápida)

| Año     | Escudería              | 1      | 2       | 3      | 4      | 5      | 6      | 7      | 8      | 9      | 10     | 11     | 12     | 13      | 14     | 15     | 16     | 17     | 18      | 19     | 20  | Pos. | Puntos |
| ------- | ---------------------- | ------ | ------- | ------ | ------ | ------ | ------ | ------ | ------ | ------ | ------ | ------ | ------ | ------- | ------ | ------ | ------ | ------ | ------- | ------ | --- | ---- | ------ |
| 2010    | Virgin Racing          | BHR    | AUS     | MYS    | CHN    | ESP    | MON    | TUR    | CAN    | EUR    | GBR    | GER    | HUN    | BEL     | ITA    | SIN TD | JPN TD | RCO TD | BRA TD  | ABU    |     |      |        |
| 2011    | Marussia Virgin Racing | AUS 14 | MYS Ret | CHN 20 | TUR 20 | ESP 20 | MON 15 | CAN 14 | EUR 22 | GBR 17 | GER 18 | HUN 19 | BEL 17 | ITA Ret | SIN 18 | JPN 21 | RCO 20 | IND 16 | ABU Ret | BRA 19 |     | 24.º | 0      |
| 2012    | Lotus F1 Team          | AUS    | MYS     | CHN    | BHR    | ESP    | MON    | CAN    | EUR    | GBR    | GER    | HUN    | BEL    | ITA 13  | SIN    | JPN    | RCO    | IND    | ABU     | USA    | BRA | 23.º | 0      |
| Fuente: |                        |        |         |        |        |        |        |        |        |        |        |        |        |         |        |        |        |        |         |        |     |      |        |

### Fórmula E
(Clave) (negrita indica pole position) (cursiva indica vuelta rápida)

| Año     | Equipo                       | 1      | 2       | 3      | 4      | 5       | 6       | 7       | 8       | 9       | 10     | 11     | 12      | 13     | Pos. | Puntos |
| ------- | ---------------------------- | ------ | ------- | ------ | ------ | ------- | ------- | ------- | ------- | ------- | ------ | ------ | ------- | ------ | ---- | ------ |
| 2014-15 | Dragon Racing                | BEI 6  | PUT 5   | PDE 8  | BUE 14 | MIA 4   | LBH 6   | MON 5   | BER 1   | MOS 11  | LON 2  | LON 2  |         |        | 4.º  | 113    |
| 2015-16 | Dragon Racing                | BEI 5  | PUT 14† | PDE 3  | BUE 16 | MEX 1   | LBH 7   | PAR 11  | BER 16  | LON 8   | LON 3  |        |         |        | 5.º  | 83     |
| 2016-17 | Faraday Future Dragon Racing | HKG 7  | MAR 13  | BUE 8  | MEX 14 | MON Ret | PAR Ret | BER 13  | BER 13  | NYC Ret | NYC 10 | MTL 11 | MTL 9   |        | 18.º | 13     |
| 2017-18 | Dragon Racing                | HKG NC | HKG 15  | MAR 15 | SAN 8  | MEX 11  | PDE 9   | ROM 7   | PAR 12  | BER 19  | ZUR 3  | NYC 13 | NYC Ret |        | 14.º | 27     |
| 2018-19 | Mahindra Racing              | ALD 3  | MAR 1   | SAN 10 | MEX 4  | HKG Ret | SNY 6   | ROM 8   | PAR Ret | MON 11  | BER 17 | BRN 13 | NYC 9   | NYC 11 | 11.º | 67     |
| 2019-20 | Mahindra Racing              | DIR 9  | DIR DNS | SAN NC | MEX 10 | MAR 13  | BER 5   | BER DSQ | BER 7   | BER 15  | BER 16 | BER 18 |         |        | 16.º | 19     |
| Fuente: |                              |        |         |        |        |         |         |         |         |         |        |        |         |        |      |        |